# Aquiles Serdán
Pour l’article homonyme, voir Aquiles Serdán (Chihuahua).
Aquiles Serdán Alatriste (né le 2 novembre 1876 à Puebla – mort le 18 novembre 1910 dans la même ville), est une personnalité de la Révolution mexicaine.

## Biographie
Aquiles Alatriste est issu d'une famille politiquement active. Son grand-père, Miguel C. Alatriste, est une personnalité libérale forte et dirige l'État de Puebla en 1857. Lors de l'expédition du Mexique, il combat les envahisseurs et leurs alliés mexicains conservateurs. Il est capturé et exécuté. Son père, Manuel Serdán, est l'un des fondateurs du Partido Socialista Mexicano (Parti socialiste mexicain) et co-auteur de La Ley del Pueblo, plaidant pour une réforme agraire.
Aquiles Serdán est d'abord, comme son père, fabricant de chaussures. Après sa lecture du livre The Presidential Succession of 1910 (1909) de Francisco I. Madero, Serdán entame une correspondance avec ce dernier et organise un club militant à Puebla, principalement constitué de travailleurs du textile. Il s'oppose à la réélection de Porfirio Díaz. Il est arrêté et emprisonné de octobre à décembre 1909.
Il milite pour Madero lors des élections présidentielles de 1910.